# Koe Girl!
Koe Girl! (em Japonês: 声ガール! Koe Gāru!?) é uma série de televisão japonesa estrelada por Haruka Fukuhara, Aoi Yoshikura, Mariya Nagao, Yurika Nakamura e Jun Amaki. A série se concentra na vida de cinco aspirantes a atrizes que vivem juntas em um dormitório e segue seu objetivo de se estabelecer na indústria de dublagem. Estreou na TV Asahi em 8 de abril de 2018. A série tem dez episódios e o último foi lançado em 10 de junho de 2018. A série é um spin-off da franquia multimídia Pretty Cure, mas não apresenta diretamente sua história ou universo.

## Enredo
A série segue Makoto Kikuchi, a filha de um dono de mercearia que não tem experiência em dublagem ou atuação. Sua vida muda quando ela é procurada para ser uma dubladora, o que a leva a morar em um dormitório com quatro outras recém-chegadas: Ryōko Ochiai, uma ex-atriz infantil, Ren Inaba, fã da franquia PreCure, Asami Kuriyama, que Makoto mais tarde considera ser sua rival, e Konatsu Morimoto, que originalmente vem de Kansai. A série descreve sua jornada de se tornar dubladora, mostrando suas lições de dublagem e outros eventos em sua vida.

## Personagens
Makoto Kikuchi (菊池 真琴, Kikuchi Makoto)
Interpretada por: Haruka Fukuhara
Ela é filha de um dono de mercearia. Ela não sabia nada sobre dublagem até que ela fosse reconhecida.
Asami Kuriyama (栗山 麻美, Kuriyama Asami)
Interpretada por: Yurika Nakamura
Uma jovem que mais tarde é considerada por Makoto ser sua rival.
Ren Ineba (稲葉 蓮, Ineba Ren)
Interpretada por: Mariya Nagao
Uma Otaku que tem profunda admiração pela franquia PreCure.
Konatsu Morimoto (森本 小夏, Konatsu Morimoto)
Interpretada por: Jun Amaki
Uma menina originária da região de Kansai que costuma falar no dialeto kansai. Ela serve como a humorista do grupo.
Ryōko Ochiai (落合 涼子, Ochiai Ryōko)
Interpretada por: Aoi Yoshikura
Ela é uma ex-atriz infantil que decidiu se dedicar à dublagem. Ela é a mais velha entre cinco filhos e cuida de seus quatro irmãos.
Haruka Tomatsu (戸松 遥, Tomatsu Haruka)
Uma atriz de voz popular que percebe o talento de Makoto durante um teste de atuação. Ela serve como mentora para o grupo.

## Produção e Lançamento
A série é um spin-off da franquia Pretty Cure e foi produzida como parte do 15º aniversário da franquia. A série é dirigida por Natsuki Seta, Toshiki Sōma e Kyōhei Tamazawa, e é escrita por Kōta Fukuhara e Shinya Hokimoto. A série estreou na TV Asahi em 8 de abril de 2018 e terá 10 episódios.
Os atores de voz Haruka Tomatsu, Daisuke Namikawa, Noriko Hidaka e Mitsuo Iwata aparecem como eles mesmos na série. Imagens de Tomatsu se apresentando em um concerto "Q&A Recital", usada como tema de abertura do anime My Little Monster, é usada no sexto episódio da série. O tema final da série é "It's Show Time!" por Tomatsu e Haruka Fukuhara.